# 采邑修道院長
采邑修道院長或稱親王修道院長是一種教會親王頭銜，意指身兼教會修道院的院長及世俗分封國領主者。就像采邑主教是由教會主教兼任擁有領地的世俗領主。由於修道院可能會是由修士或修女組成的團體，因此在部分情形下會出現由女修道院長擔任領主的采邑女修道院長（Princess-Abbess），如奎德林堡修道院及附近地區就曾是奎德林堡修道院長的領地。由采邑修道院所治理的公國被稱作采邑修道院長領地（Prince-Abbacy）或修道院長公國（Abbey-principality）。
在神聖羅馬帝國，采邑修道院長這個頭銜意味著在帝國議會的席位，雖然在神聖羅馬帝國有許多大大小小的修道院領地（Imperial abbeys），但只有少數擁有帝國議會的席位。